# لينكولن تشايلد
لينكولن تشايلد (بالإنجليزية: Lincoln Child)‏ (13 أكتوبر 1957 في الولايات المتحدة)؛ كاتب سيناريو، كاتب وروائي أمريكي.

## روابط خارجية
- لينكولن تشايلد على موقع IMDb (الإنجليزية)
- لينكولن تشايلد على موقع ميوزك برينز (الإنجليزية)
- لينكولن تشايلد على موقع قاعدة بيانات الفيلم (الإنجليزية)